# Palazzo di Psichiko
Il Palazzo di Psichiko (in greco moderno Ανάκτορα Ψυχικού, anche noto come Villa Psichiko o Palazzo di Federica) è un'ex residenza della famiglia reale greca, situata nel comune di Filothei-Psychiko.

## Storia
Il palazzo fu edificato agli inizi del Novecento a opera di un uomo d'affari greco-cipriota e venne comprato nel 1937 da Giorgio II, per accogliervi il fratello Paolo e la cognata Federica, all'epoca fidanzati, dopo che si sarebbero sposati. Nel 1947 la coppia salì al trono e si spostò al palazzo reale di Atene, ma nel 1964 la regina Federica rimase vedova e tornò ad abitare nella villa con la terzogenita, la principessa ereditaria Irene. Tuttavia, dovettero abbandonarla con il colpo di Stato del 1967 e, abolita la monarchia, divenne proprietà statale ma andò in rovina, restando oggetto di numerosi vandalismi.
Nel 1974 venne messa all'asta dalla Società Immobiliare di Stato e nel 1987 la vendita vide contrapporsi il Governo spagnolo (per conto della regina Sofia che voleva preservarlo), con il Ministero degli affari esteri che voleva ospitare nell'edificio l'ambasciata spagnola, e la famiglia Haji-Ioannou, che ha potuto comprarla per 316.000.000 dracme.
Le intenzioni di modificare ed espandere la struttura dei coniugi Polys e Rosemary Haji-Ioannou vennero bloccate per un ricorso presentato all'Assessorato all'Urbanistica dall'Associazione per la Protezione Ambientale di Psichiko. L'Associazione sosteneva che l'aggiunta di diversi metri quadri non avrebbe rispettato la forma originaria dell'edificio. Inoltre, l'armatore Polys intendeva installare, nelle stanze appartenenti in passato al personale del palazzo, dei sistemi di monitoraggio marittimo per le sue navi.
Nell'aprile 2012 il Ministero della cultura greco rilasciò ai proprietari la concessione di espandere l'abitazione, ma l'anno seguente venne nuovamente imposto un divieto di costruzione, a causa di un'altra istanza presentata dall'Associazione e accolta dalla Corte amministrativa d'appello. Infine, nel 2020, i proprietari riottennero il permesso giudiziario per operare con il loro progetto di modifica.

## Descrizione
L'edificio principale è costituito da due piani e presenta due annessi ausiliari, su un totale di 1.200 m² di costruzione.